# 2015年ハンティ・マンシースクデフリンピック
2015年ハンティ・マンシースクデフリンピック（2015ねんハンティ・マンシースクデフリンピック、英: 18th Winter Deaflympics）は、2015年3月28日から4月5日までの9日間、ロシアのハンティ・マンシースクで開催された第18回冬季デフリンピック競技大会。27カ国から約340人が参加した。一般的には、ハンティ・マンシースクデフリンピックと呼称され、ロシア冬季デフリンとも略称される。

## 概要
ロシア国内でデフリンピックが開催されるのは夏季・冬季通して初めてである。
2011年ハイタトラスデフリンピックが開催直前で中止となったため、冬季デフリンピックは8年ぶりの開催となった。

## 参加国
参加した国及び地域の代表選手団は次の通り。